# Flaga Karlshagen
Flaga Karlshagen – flaga gminy Karlshagen. Zaprojektowana została przez mieszkańca gminy Rolanda Bornscheina i 2 lutego 1999 zatwierdzona przez Ministerstwo Spraw Wewnętrznych (Bundesministerium des Innern, für Bau und Heimat).

## Wygląd i symbolika
Prostokątny płat tkaniny o proporcji szerokości do długości 3:5 z dwoma poziomymi pasami. Od góry:
- biały pas o szerokości 1/2 długości płata
- niebieski pas o szerokości 1/2

Pośrodku flagi umieszczony jest herb Karlshagen. Herb zajmuje 2/3 wysokości flagi, zarówno białego jak i niebieskiego pasa. 